# Maria Dorotea d'Asburgo-Lorena
Maria Dorotea d'Austria, (nome completo in tedesco: Maria Dorothea Amalie, Erzherzogin von Österreich; Alcsút, 14 giugno 1867 – Alcsút, 6 aprile 1932) era un membro del ramo ungherese del Casato d'Asburgo-Lorena ed un'Arciduchessa d'Austria e Principessa di Boemia, Ungheria, e Toscana per nascita. Attraverso il suo matrimonio con Filippo, Duca d'Orléans, Maria Dorotea  era anche un membro del Casato d'Orléans. Filippo fu il pretendente orleanista al trono di Francia dal 1894 al 1926 e noto ai monarchici orleanisti come "Filippo VIII di Francia." Quindi, per i monarchici orleanisti, Maria Dorotea fu la titolare Regina di Francia dal 1896 al 1926, e la Regina Vedova di Francia fino alla sua morte nel 1932.

## Biografia

### Infanzia
Maria Dorotea era la seconda dei sette figli dell'Arciduca Giuseppe Carlo d'Austria (1833–1905) e di sua moglie, la Principessa Clotilde di Sassonia-Coburgo e Gotha  (1846–1927), figlia del principe Augusto di Sassonia-Coburgo-Kohary e della principessa Clementina d'Orléans. Attraverso il padre era una bisnipote dell'imperatore Leopoldo II. Attraverso sua madre, era una bisnipote di Luigi Filippo d'Orléans, Re dei Francesi.

### Matrimonio
A Vienna, il 5 novembre 1896 sposò Filippo, Duca d'Orléans, suo cugino di secondo grado, (1869–1926), figlio di Filippo, Conte di Parigi, e  della Principessa Maria Isabella d’Orléans. 
Il matrimonio non produsse figli. Dopo che la lunga storia d'amore tra il marito e la cantante lirica australiana Nellie Melba divenne di dominio pubblico, nel 1914 Maria Dorotea decise di chiedere il divorzio; il 19 agosto 1914 il matrimonio venne annullato anche da papa Pio X.

### Morte
La duchessa d'Orléans visse sino alla sua morte nella città di Alcsút e fu sepolta nella cripta del Castello di Buda. Il suo ex marito riposa nella Chapelle royale de Dreux, a Dreux.

## Ascendenza
|                                        |                                        |                                              | Genitori                                   |  |  | Nonni |  |  | Bisnonni                     |  |  | Trisnonni             |  |
|                                        |                                        |                                              |                                            |  |  |       |  |  | Leopoldo II d'Asburgo-Lorena |  |  | Francesco I di Lorena |  |
|                                        |                                        |                                              |                                            |  |  |       |  |  | Leopoldo II d'Asburgo-Lorena |  |  | Francesco I di Lorena |  |
|                                        |                                        | Maria Teresa d'Austria                       |                                            |  |  |       |  |  | Leopoldo II d'Asburgo-Lorena |  |  |                       |  |
| Arciduca Giuseppe, Palatino d'Ungheria |                                        |                                              |                                            |  |  |       |  |  | Leopoldo II d'Asburgo-Lorena |  |  |                       |  |
|                                        |                                        | Maria Luisa di Borbone-Spagna (1745-1792)    | Carlo III di Spagna                        |  |  |       |  |  |                              |  |  |                       |  |
|                                        |                                        | Maria Luisa di Borbone-Spagna (1745-1792)    | Carlo III di Spagna                        |  |  |       |  |  |                              |  |  |                       |  |
|                                        |                                        | Maria Luisa di Borbone-Spagna (1745-1792)    | Maria Amalia di Sassonia                   |  |  |       |  |  |                              |  |  |                       |  |
| Arciduca Giuseppe Carlo d'Austria      |                                        | Maria Luisa di Borbone-Spagna (1745-1792)    |                                            |  |  |       |  |  |                              |  |  |                       |  |
|                                        |                                        | Ludovico Federico Alessandro di Württemberg  | Federico II Eugenio di Württemberg         |  |  |       |  |  |                              |  |  |                       |  |
|                                        |                                        | Ludovico Federico Alessandro di Württemberg  | Federico II Eugenio di Württemberg         |  |  |       |  |  |                              |  |  |                       |  |
|                                        |                                        | Ludovico Federico Alessandro di Württemberg  | Federica Dorotea di Brandeburgo-Schwedt    |  |  |       |  |  |                              |  |  |                       |  |
| Maria Dorotea di Württemberg           |                                        | Ludovico Federico Alessandro di Württemberg  |                                            |  |  |       |  |  |                              |  |  |                       |  |
|                                        |                                        | Enrichetta di Nassau-Weilburg                | Carlo Cristiano di Nassau-Weilburg         |  |  |       |  |  |                              |  |  |                       |  |
|                                        |                                        | Enrichetta di Nassau-Weilburg                | Carlo Cristiano di Nassau-Weilburg         |  |  |       |  |  |                              |  |  |                       |  |
|                                        |                                        | Enrichetta di Nassau-Weilburg                | Carolina d'Orange-Nassau                   |  |  |       |  |  |                              |  |  |                       |  |
| Arciduchessa Maria Dorotea d'Austria   |                                        | Enrichetta di Nassau-Weilburg                |                                            |  |  |       |  |  |                              |  |  |                       |  |
|                                        | Ferdinando di Sassonia-Coburgo e Gotha | Francesco, Duca di Sassonia-Coburgo-Saalfeld |                                            |  |  |       |  |  |                              |  |  |                       |  |
|                                        | Ferdinando di Sassonia-Coburgo e Gotha | Francesco, Duca di Sassonia-Coburgo-Saalfeld |                                            |  |  |       |  |  |                              |  |  |                       |  |
|                                        | Ferdinando di Sassonia-Coburgo e Gotha | Augusta di Reuss-Ebersdorf                   |                                            |  |  |       |  |  |                              |  |  |                       |  |
| Augusto di Sassonia-Coburgo e Gotha    | Ferdinando di Sassonia-Coburgo e Gotha |                                              |                                            |  |  |       |  |  |                              |  |  |                       |  |
|                                        |                                        | Maria Antonia di Koháry                      | Ferencz József Koháry de Csábrág           |  |  |       |  |  |                              |  |  |                       |  |
|                                        |                                        | Maria Antonia di Koháry                      | Ferencz József Koháry de Csábrág           |  |  |       |  |  |                              |  |  |                       |  |
|                                        |                                        | Maria Antonia di Koháry                      | Maria Antonia di Waldstein-Wartenberg      |  |  |       |  |  |                              |  |  |                       |  |
| Clotilde di Sassonia-Coburgo e Gotha   |                                        | Maria Antonia di Koháry                      |                                            |  |  |       |  |  |                              |  |  |                       |  |
|                                        |                                        | Luigi Filippo d'Orleans, Re dei Francesi     | Luigi Filippo II, Duca d'Orléans           |  |  |       |  |  |                              |  |  |                       |  |
|                                        |                                        | Luigi Filippo d'Orleans, Re dei Francesi     | Luigi Filippo II, Duca d'Orléans           |  |  |       |  |  |                              |  |  |                       |  |
|                                        |                                        | Luigi Filippo d'Orleans, Re dei Francesi     | Luisa Maria Adelaide di Borbone-Penthièvre |  |  |       |  |  |                              |  |  |                       |  |
| Clementina d'Orléans                   |                                        | Luigi Filippo d'Orleans, Re dei Francesi     |                                            |  |  |       |  |  |                              |  |  |                       |  |
|                                        |                                        | Maria Amalia di Borbone-Due Sicilie          | Ferdinando I delle Due Sicilie             |  |  |       |  |  |                              |  |  |                       |  |
|                                        |                                        | Maria Amalia di Borbone-Due Sicilie          | Ferdinando I delle Due Sicilie             |  |  |       |  |  |                              |  |  |                       |  |
|                                        |                                        | Maria Amalia di Borbone-Due Sicilie          | Maria Carolina d'Austria                   |  |  |       |  |  |                              |  |  |                       |  |
|                                        |                                        | Maria Amalia di Borbone-Due Sicilie          |                                            |  |  |       |  |  |                              |  |  |                       |  |

## Titoli e trattamento
- 14 giugno 1867 – 5 novembre 1896: Sua Altezza Imperiale e Reale Arciduchessa & Principessa Imperiale Maria Dorotea d'Austria, Principessa Reale d'Ungheria e Boemia
- 5 novembre 1896 – 28 marzo 1926: Sua Altezza Imperiale e Reale La Duchessa d'Orléans
- 28 marzo 1926 – 6 aprile 1932: Sua Altezza Imperiale e Reale La Duchessa Vedova d'Orléans